# Navioideae
Navioideae Harms, 1929 è una sottofamiglia di piante della famiglia Bromeliaceae.

## Tassonomia
La sottofamiglia comprende i seguenti generi:
- Cottendorfia Schult. & Schult.f. (1 sp.)
- Navia Schult. & Schult.f. (99 spp.)
- Sequencia Givnish (1 sp.)
- Steyerbromelia L.B.Sm. (9 spp.)

Questi generi in passato erano inclusi nella sottofamiglia Pitcairnioideae, da cui sono stati segregati nel 2007 in base alle risultanze di studi filogenetici.